# Pantón
Pantón er en kommune i det nordvestlige Spanien i provinsen Lugo. Den har et indbyggertal på 2.340 (2024) indbyggere.